# Wäinö Sola
Jalo Wäinö Sola (Sundberg fram till 1906), född 8 januari 1883 i Helsingfors, död 12 oktober 1961 i Helsingfors, var en finländsk operasångare och ett av de viktigaste namnen i finsk operakultur.
Sola började sin karriär vid en järnhandel, var medlem av Svenska Teaterns kör 1898–1901 samt var skådespelare vid Helsingfors arbetarteater 1901–1903 och vid Viborgs landsbygdsteater 1903–1908. Han studerade sång i Viborg, i Berlin 1908, vid Sterns konservatorium 1909–1910, i Paris 1910, Milano 1911, Frankrike 1912 och Tyskland 1913. Tillsammans med Edvard Fazer uppförde Sola Finlands nationalopera, där han verkade som sångare och regissör fram till 1949. Under den tiden medverkade han i över 100 opera- och operettstycken på finska, svenska, franska och tyska och medverkade i 1 900 pjäser. Från 1908 gav han dessutom nära 1 150 konserter.
Därutöver gjorde Sola 93 skivinspelningar med bland andra Emil Kauppi som pianoackompanjatör.